# Powiat de Pyrzyce
Le powiat de Pyrzyce (en polonais : powiat pyrzycki) est un powiat appartenant à la voïvodie de Poméranie occidentale dans le nord-ouest de la Pologne.

## Division administrative

Carte du powiat.

Le powiat de Pyrzyce comprend 6 communes (gminy) :
- 2 communes urbaines-rurales : Lipiany et Pyrzyce ;
- 4 communes rurales : Bielice, Kozielice, Przelewice et Warnice.